# Nationalpark Stilfserjoch

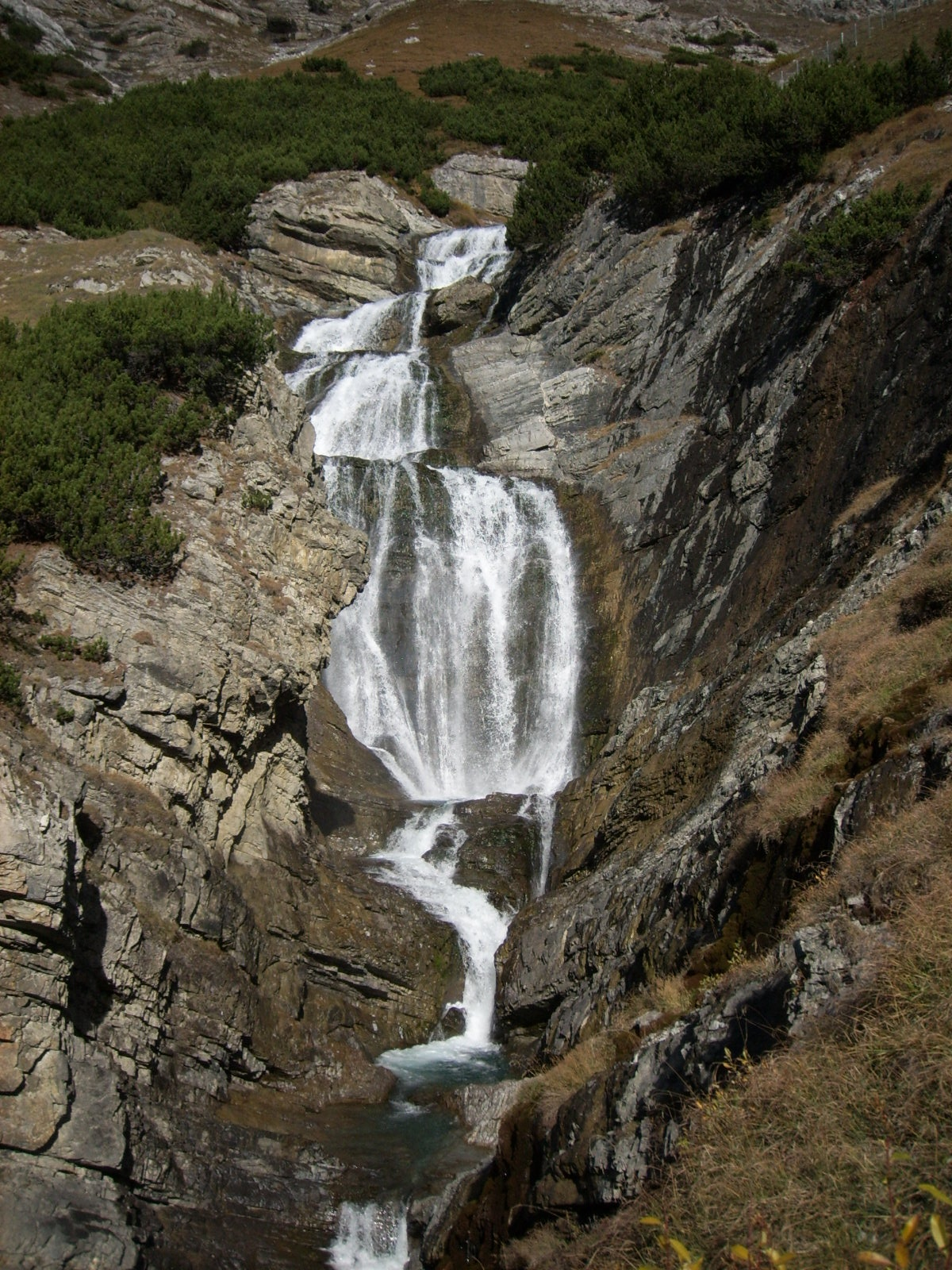
Wasserfall im Nationalpark

Der Nationalpark Stilfserjoch (italienisch Parco Nazionale dello Stelvio) ist ein italienischer Nationalpark in Südtirol, im Trentino und in der Lombardei. Das Symbol des Parks ist der Steinadler.

## Geographische Lage
Der Nationalpark Stilfserjoch ist 130.734 Hektar groß, zählt damit zu den größten Naturschutzgebieten in Europa und erstreckt sich über vier italienische Provinzen:
- die Autonome Provinz Bozen – Südtirol in der Region Trentino-Südtirol (Gemeinden Glurns, Laas, Latsch, Mals, Martell, Prad, Schlanders, Stilfs, Taufers und Ulten),
- die Provinz Brescia in der Region Lombardei (Gemeinden Ponte di Legno, Temù, Vezza d’Oglio und Vione),
- die Provinz Sondrio in der Region Lombardei (Gemeinden Bormio, Livigno, Sondalo, Valdidentro, Valdisotto und Valfurva),
- die Autonome Provinz Trient in der Region Trentino-Südtirol (Gemeinden Peio, Pellizzano und Rabbi).

Der Nationalpark wird im Norden durch das Münstertal und den Vinschgau, im Osten durch das Ultental, im Süden vom Val di Sole und vom Valcamonica und im Westen vom Veltlin und dem Val di Livigno begrenzt.
Im Norden grenzt der Nationalpark unmittelbar an den Schweizerischen Nationalpark im Engadin im Kanton Graubünden. Im Süden wird er lediglich durch das Valcamonica vom Naturpark Adamello in der Lombardei und durch das Val di Sole vom Naturpark Adamello-Brenta im Trentino getrennt.
Der Nationalpark umfasst große Teile der Ortler-Alpen, der Livigno-Alpen und der Sobretta-Gavia-Gruppe.

## Klima und Höhenlage
Der Nationalpark Stilfserjoch weist alle alpinen Klimazonen auf:
- Vom Talboden im unteren Vinschgau bei Latsch mit ca. 650 m ü. NN
- über bewaldete Berghänge von 700 bis ungefähr 2100 m ü. NN
- und auf Grashängen gelegenen Almen von 2100 m ü. NN bis zu ca. 3000 m ü. NN
- bis hin zu hochalpinen Gletscherregionen in der Nähe des Ortlers mit bis zu 3905 m ü. NN.

Er ist durch eine Vielfalt an Alpentieren und -pflanzen charakterisiert. Der Nationalpark Stilfserjoch bildet eines der größten Schutzgebiete der Alpen.
BirdLife International listet den Park als Important Bird Area.

## Geschichte
Seit Anfang des 20. Jahrhunderts wurde über einen Schutz der Natur des Ortler-Gebietes nachgedacht. 1935 wurde der Nationalpark geschaffen.
Die Reglementierung folgte 1951. Im Jahr 1977 wurde der Nationalpark erweitert. Bis 1995 wurde er durch den staatlichen Forst- und Domänenbetrieb verwaltet, anschließend durch ein Nationalpark-Konsortium, das vom italienischen Umweltministerium, Südtirol, dem Trentino und der Lombardei besetzt wurde. Zu einer weiteren Dezentralisierung kam es 2016. Seither üben Südtirol, das Trentino und die Lombardei selbst die Verwaltungskompetenzen aus, die finanzielle Ausstattung übernehmen anstelle des Staates die beiden autonomen Provinzen Südtirol und Trentino. Ein von den drei Ländern und dem Umweltministerium besetztes Koordinierungs- und Ausrichtungskomitee wacht allerdings über gemeinsame Leitlinien und ein einheitliches Auftreten.

## Verkehrswege
Die wohl wichtigste Verkehrsverbindung innerhalb des Nationalparks, die Bormio mit Prad, also die Lombardei mit Südtirol verbindet, ist das Stilfser Joch. Das ist mit 2757 m der zweithöchste Pass der Alpen. Die Passstraße, Teil der Strada Statale 38 dello Stelvio, ist durchgängig asphaltiert und in der Regel zwischen Ende Mai und November für den Verkehr geöffnet. Im August wird die Straße für einen Tag für den motorisierten Verkehr gesperrt und es wird ein Radtag veranstaltet. Außerdem verbindet der Schweizer Umbrailpass (2502 m) die Stilfser-Joch-Passstraße mit Santa Maria im Münstertal. Der Passo di Gavia verbindet die Orte Bormio und Ponte di Legno.
Daneben existieren zahlreiche Wanderwege, u. a. der Archaikweg und der Ortler Höhenweg.

## Einrichtungen
Die Sitze der Nationalparkverwaltung befinden sich in Glurns, Bormio und Peio.
- Nationalparkhaus 1: naturatrafoi (in Trafoi)[5]
- Nationalparkhaus 2: aquaprad (in Prad)[5]
- Nationalparkhaus 3: culturamartell (in Martell)[5]
- Nationalparkhaus 4: Lahnersäge (in St. Gertraud im Ultental)[5]
- Nationalparkhaus 5: Avimundus (in Schlanders)[5]
- Nationalparkhaus 6: Torre Alberti (Bormio)
- Nationalparkhaus 7: Pro Loco Valdidentro
- Nationalparkhaus 8: Ponte di Legno
- Nationalparkhaus 9: Rabbi
- Nationalparkhaus 10: Peio

Das Nationalparkhaus Aquaprad
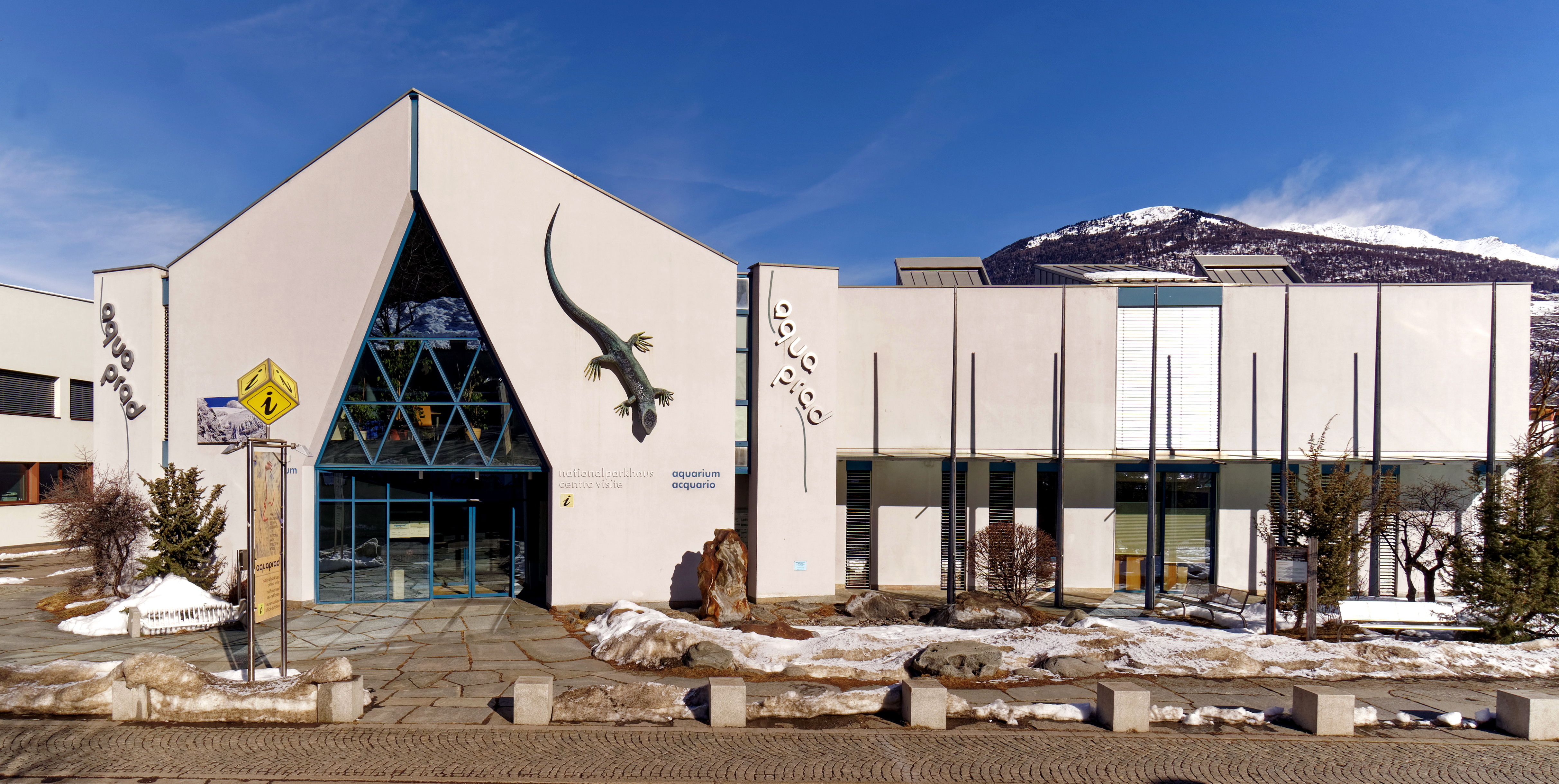
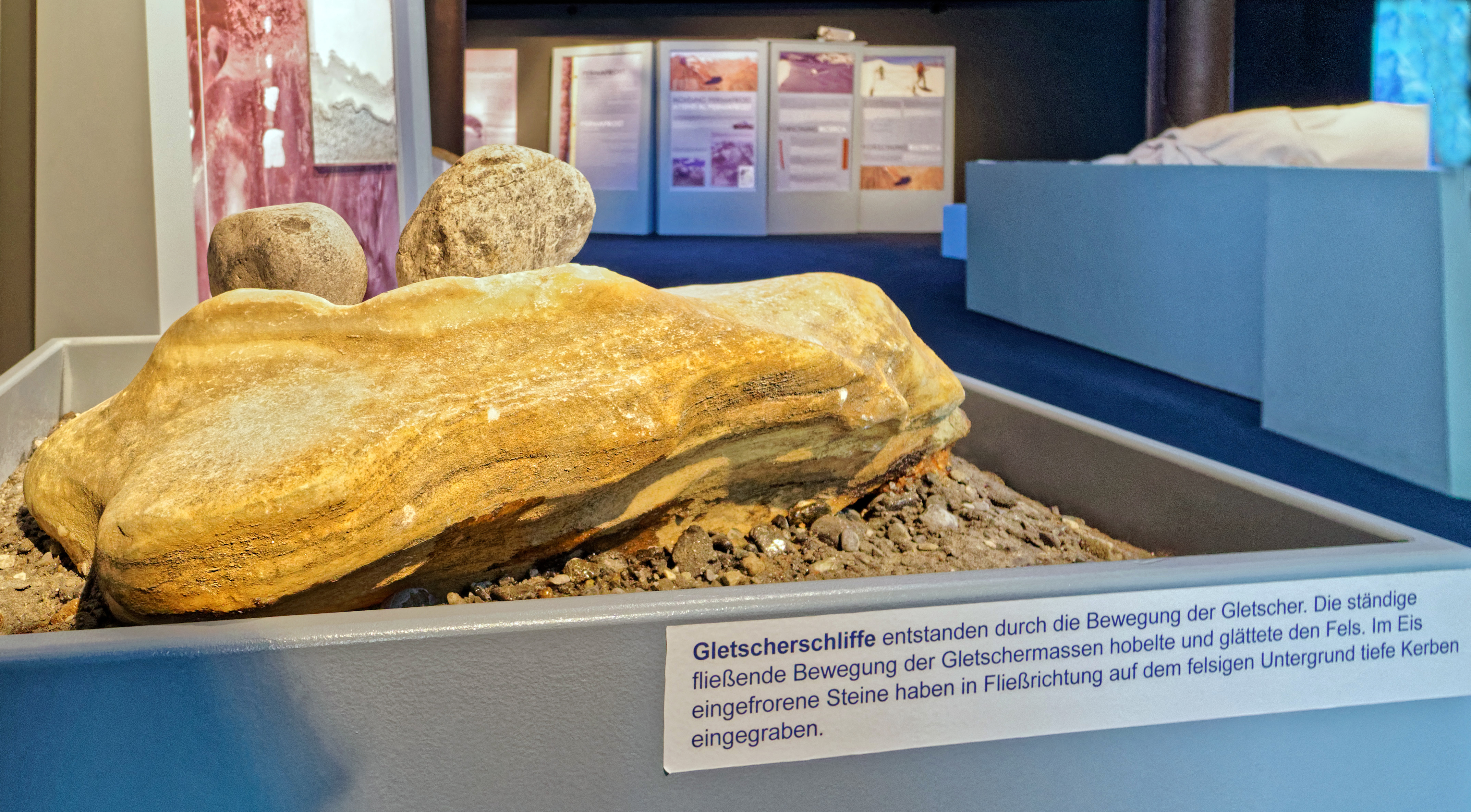
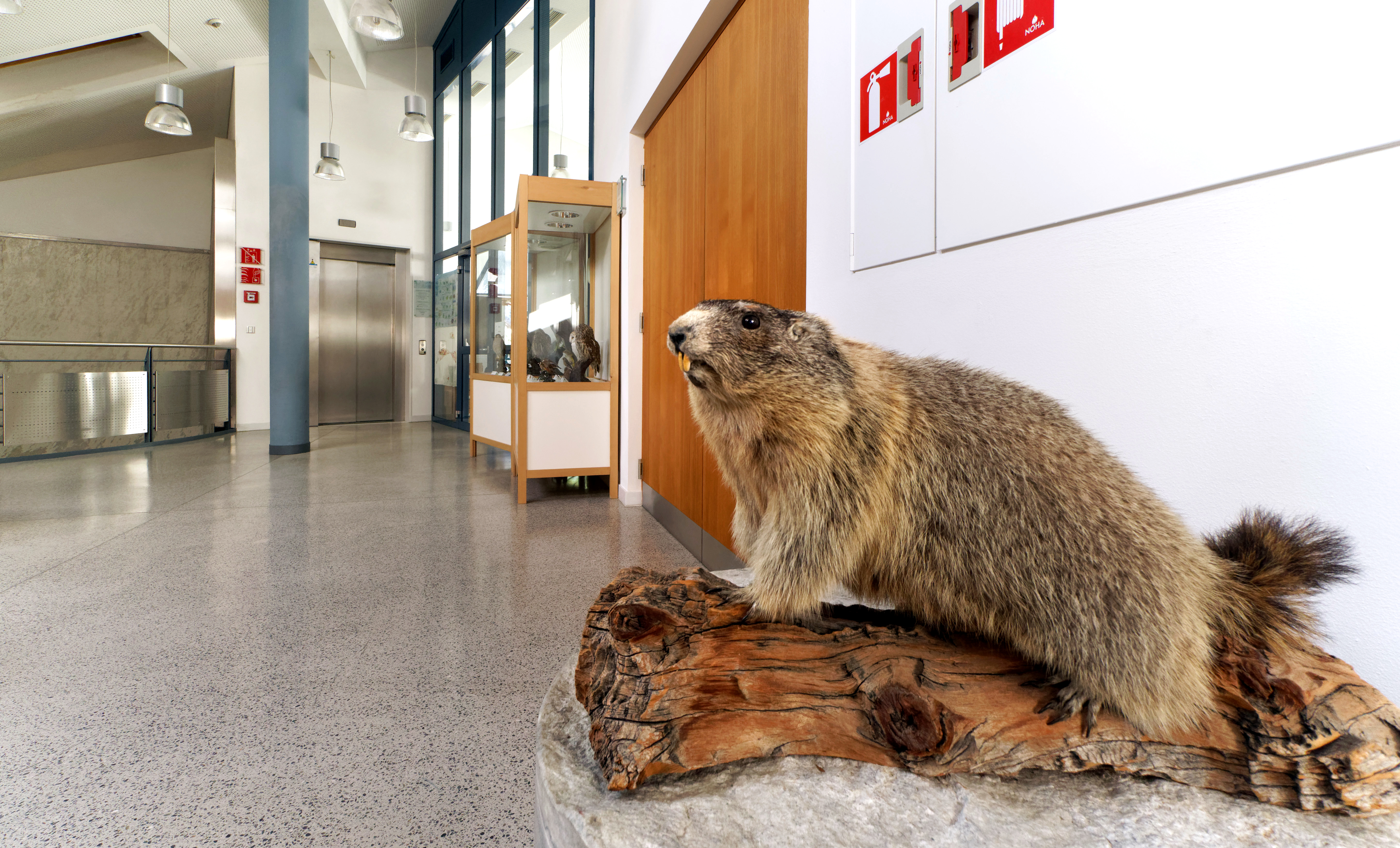
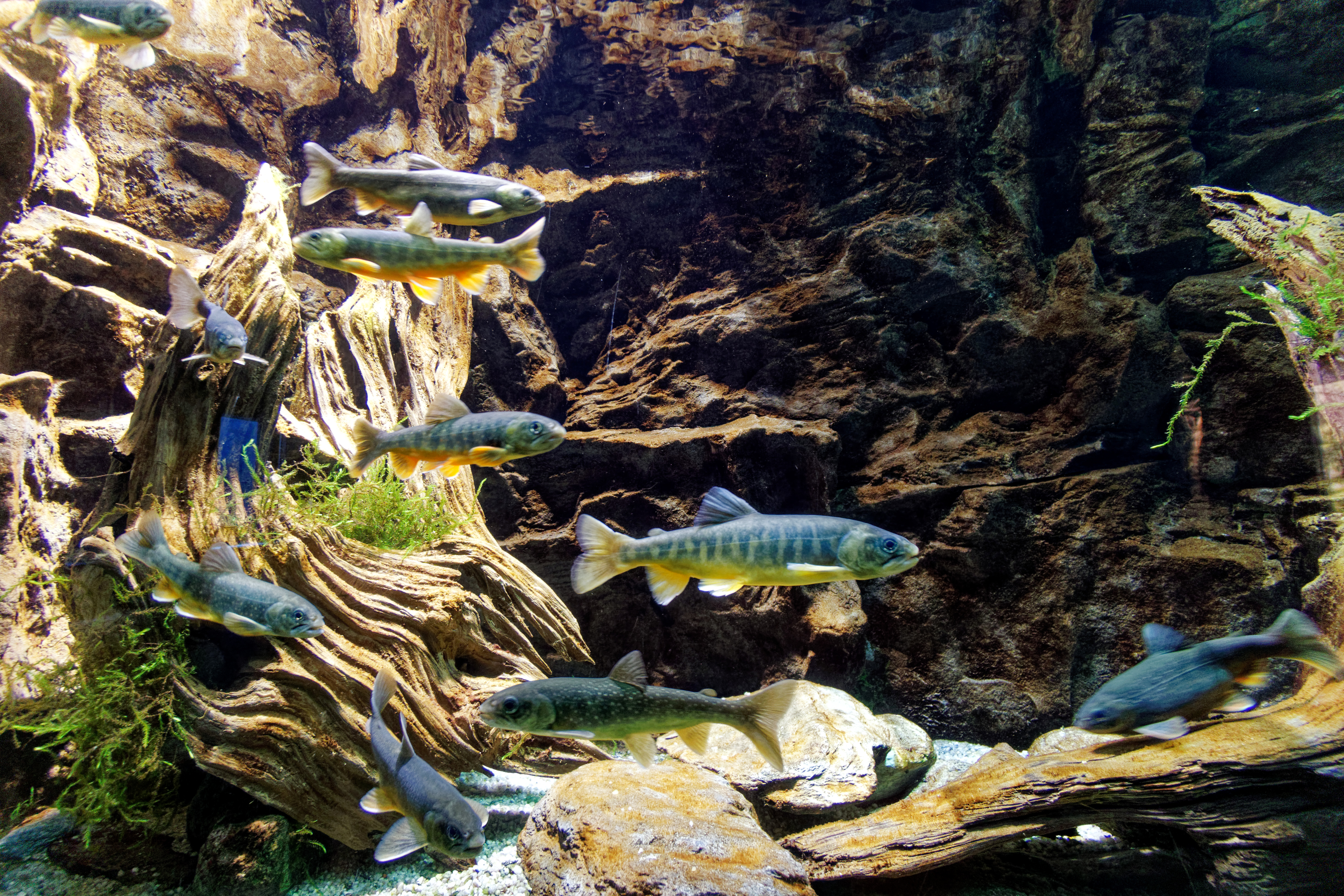
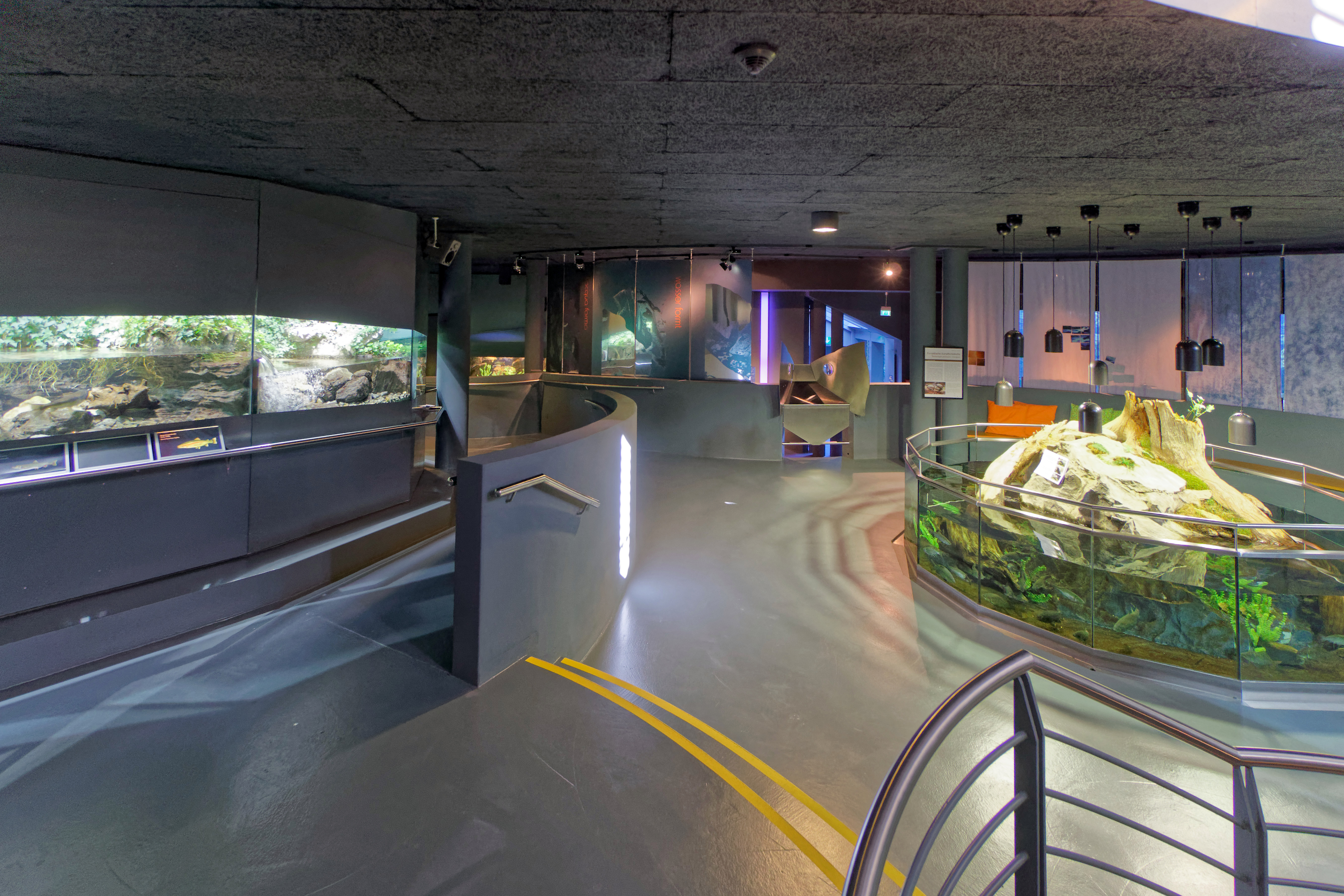